# Aeroportul Bern
Aeroportul Bern (IATA: BRN, ICAO: LSZB) este un aeroport din Berna, Elveția ce deservește zona Berna. Aeroportul a fost tranzitat în 2021 de 11.236 de pasageri. A fost deschis în 1929 și numit după zona deservită.
Situat la o altitudine de 511 m, aeroportul dispune de 3 piste.

## Infrastructură

### Piste
Aeroportul dispune de 3 piste: 
- pista 14/32 din asfalt, cu dimensiunile 1.730 m × 30 m
- pista 14L/32R din Iarbă, cu dimensiunile 650 m × 30 m
- pista 16/34 GLD din Iarbă, cu dimensiunile 520 m × 30 m